# خدمات الإطلاق الدولية
خدمات الإطلاق الدولية (بالإنجليزية: International Launch Services)‏ أو (ILS) هو مشروع أمريكي-روسي مشترك وله الحقوق الحصرية للبيع التجاري لخدمات إطلاق صواريخ بروتون في جميع أنحاء العالم من قاعدة بايكونور في كازاخستان.